# Decatoca spencerii
Decatoca es un género monotípico de plantas fanerógamas perteneciente a la familia Ericaceae. Su única especie: Decatoca spencerii, es originaria de Papúa Nueva Guinea.

## Taxonomía
Decatoca spencerii  fue descrita por Ferdinand von Mueller y publicado en Transactions of the Royal Society of Victoria 1: 26. 1889.